# Père et Fille (film, 2000)
Pour l’article homonyme, voir Père et Fille.
Pour plus de détails, voir Fiche technique et Distribution.
Père et fille (Father and Daughter) est un court métrage d'animation réalisé par Michael Dudok de Wit et sorti en 2000.
Il a remporté l'Oscar du meilleur court métrage d'animation en 2000, et a été récompensé dans de nombreux festivals.

## Synopsis
Un père dit au revoir à sa fille, puis s'en va. Elle l'attend durant des jours, des mois, des années. Elle devient une jeune femme, fonde une famille, devient vieille, et pense toujours à lui.

## Fiche technique
- Titre original : Father and Daughter
- Réalisation : Michael Dudok de Wit
- Musique : Normand Roger, Denis L. Chartrand
- Sociétés de production :  CinéTé Filmproductie BV, Cloudrunner Ltd.
- Pays de production : Pays-Bas, Grande-Bretagne, Belgique
- Durée : 9 minutes

## Distinctions
- 2000 : Oscar du meilleur court métrage d'animation[2]
- 2002 : Meilleur film et meilleur scénario aux British animation Awards
- 2002 : Grand prix du Festival international du film d'animation d'Hiroshima
- Meilleur film d'animation au Festival international du court métrage de Clermont-Ferrand